# Futbol'nyj Klub Dynamo-2 Kyïv
La Dinamo-2 Kiev (ufficialmente Futbol'nyj Klub Dynamo-2 Kyïv, in ucraino Футбольний Клуб Динамо-2 Київ?) è stata una società calcistica con sede a Kiev, in Ucraina.
Nella stagione 2015-16 il club ha cessato le attività.

## Storia
È stata una squadra riserve della Dinamo Kiev. La squadra è stata fondata nel 1965 e nel 1966 ha cambiato il nome in Dinamo-D Kiev (in ucraino Динамо-Д Київ?). Nel 1992, con la nascita del campionato ucraino di calcio, ha riassunto il nome Dinamo-2 Kiev e ha sempre militato nella seconda divisione ucraina. Ha vinto la Perša Liha per tre volte e in altre due occasioni si è classificata al secondo posto, ma non è mai stata promossa in Vyšča Liha essendo una squadra filiale della Dinamo Kiev che già vi militava.

## Palmarès

### Competizioni nazionali
- Perša Liha: 3

1998-1999, 1999-2000, 2000-2001

### Altri piazzamenti
- Perša Liha:

Secondo posto: 1996-1997, 1997-1998
Terzo posto: 2002-2003
- Coppa dei Campioni della CSI:

Semifinalista: 2005